# Sitio de Beirut
El Sitio de Beirut tuvo lugar entre junio y agosto de 1982, en el marco de la guerra que Israel libraba en el Líbano y cuyo casus belli había sido el fracaso de una serie de ceses al fuego patrocinados por la ONU. La batalla culminó con la expulsión de la OLP del territorio libanés.

## Desarrollo
Para el 13 de junio de 1982, siete días después del inicio de la invasión israelí al Líbano, Beirut estaba efectivamente rodeada, quedando la OLP y una parte de las fuerzas sirias aisladas dentro la ciudad.
Israel esperaba completar el cerco lo más rápidamente posible. El objetivo de la invasión de Líbano era una victoria rápida y decisiva. Además, Estados Unidos, a través de su representante, Philip Habib, presionaba para que se realizaran negociaciones de paz, ya que cuanto más se extendiera el sitio, crecía el poder de negociación de Arafat.
En un primer momento, los israelíes pensaban que las fuerzas cristianas maronitas erradicarían al cuasi gobierno que la OLP había instalado en Beirut, pero resultó que los maronitas no estaban preparados para emprender esta tarea. Para las FDI, la captura de Beirut en combate urbano habría implicado un inaceptable nivel de bajas. Por esta razón, el método elegido fue una combinación de presión militar y guerra psicológica para convencer a la OLP de que la única alternativa a la rendición era la aniquilación total.
Durante siete semanas, Israel atacó la ciudad por tierra, mar y aire, cortando el suministro de agua, electricidad y alimentos. Pese a que lograron capturar el aeropuerto y algunos barrios al sur, en buena medida las fuerzas hebreas no se acercaron a sus objetivos. Como en muchos asedios, la población civil padeció junto con los guerrilleros de la OLP. Israel fue duramente acusada de bombardear indiscriminadamente la ciudad, entre otras medidas para debilitar a la OLP. Para fines de la primera semana de julio, unos 500 edificios habían sido destruidos por los ataques israelíes.
El 14 de julio, Ariel Sharon y el jefe del Estado Mayor, Rafael Eitan, obtuvieron el apoyo del primer ministro Begin para una operación a gran escala para conquistar el oeste de Beirut, con el fin de lograr la expulsión de la OLP. Sin embargo, el plan fue rechazado dos días después por unanimidad en el gabinete israelí, debido a la preocupación por la enorme pérdida de vidas. Algunos partidos amenazado con abandonar la coalición gobernante si se adoptaba el plan.
A fines de julio, con las negociaciones aún estancadas, las FDI intensificaron sus ataques. El Mossad, utilizando sus contactos falangistas, envió agentes árabes a Beirut con coches bomba para aterrorizar tanto a los palestinos para forzarlos a rendirse, como a los libaneses para que aumentaran la presión para la salida de los primeros. Decenas de personas murieron como consecuencia de estos atentados. Algunos de los agentes israelíes fueron capturados y finalmente confesaron.
La Fuerza Aérea Israelí intensificó las misiones de asesinato selectivo. La FAI contó con asistencia de agentes en tierra con transmisores. Sin embargo, a pesar de que varios edificios de apartamentos fueron destruidos, matando e hiriendo a cientos de palestinos y libaneses, los líderes lograron evadir los bombardeos.
El 10 de agosto, cuando el enviado estadounidense Philip Habib presentó un proyecto de acuerdo a Israel, el ministro de Defensa Sharon, probablemente impaciente con lo que consideraba una intromisión estadounidense, ordenó un bombardeo de saturación sobre Beirut, en el que murieron al menos 300 personas. El bombardeo fue seguido por una protesta del presidente estadounidense Ronald Reagan al gobierno israelí. En respuesta, el 12 de agosto, el gabinete israelí despojó a Ariel Sharon de la mayor parte de sus poderes: no se le permitió ordenar el uso de la fuerza aérea, fuerza blindada y la artillería sin el acuerdo del gabinete o primer ministro.
Durante el sitio, los israelíes aseguraron varias posiciones clave en otras partes del Líbano, pero no lograron tomar la ciudad antes de que un acuerdo de paz fuera finalmente implementado. A pesar de que Siria había aceptado el 7 de agosto, Israel, Líbano y la OLP finalmente acordado, bajo mediación de EE. UU., el día 18. El 21 de agosto, 350 paracaidistas franceses llegaron en Beirut, seguidos por 800 infantes de marina estadounidenses y los Bersaglieri italianos, más fuerzas de paz internacionales adicionales (por una fuerza total de 2130) para supervisar la retirada de la OLP, primero por barco y luego por tierra, a Túnez, Yemen, Jordania y Siria. En total, 8500 miembros de la OLP fueron evacuados a Túnez, y 2500 por tierra a otros países árabes.

## Resultados
Israel logró detener los ataques con cohetes por un breve período, así como expulsar a la OLP del Líbano, pero no pudo debilitar a la organización en su conjunto. Es notable la insubordinación del comandante de la 211.ª Brigada Acorazada israelí, Eli Geva, quien se negó a liderar sus fuerzas hacia la ciudad, argumentando que ello resultaría en una cantidad excesiva de muertes civiles.
Tras el sitio de Beirut, Arafat escapó a Grecia y luego a la capital tunecina, en donde establecó el nuevo cuartel general de la OLP. Los fedayines  continuaron operando fuera de Yemen, Jordania, Argelia, Irak y Sudán, así como dentro de los territorios ocupados por Israel.

## Reacciones internacionales
El sitio llevado a cabo por las Fuerzas de Defensa de Israel generó una gran controversia y fue condenado hasta por Estados Unidos, su más cercano aliado, advirtiéndole al país hebreo que el armamento provisto por EE. UU. solo debía ser usado para propósitos defensivos. En un punto, el gobierno estadounidense consideró amenazar con sanciones a Israel, con el fin de impedir que lanzara un asalto en el oeste de Beirut en agosto de 1982. El periódico Ottawa Citizen reportó (originalmente de una entrevista en el New York Times) que, el 12 de agosto, durante una de dos conversaciones telefónicas entre Reagan y Begin, un airado Reagan se refirió al bombardeo de Beirut occidental como un «holocausto». Si bien Begin no negó que se hubieran producido muertes de civiles, y se habría lamentado por las mismas, afirmó que «no eran culpa de los israelíes». La Unión Soviética intentó hacer aprobar en la ONU una resolución para un embargo armamentístico mundial sobre Israel, que fue vetada por EE. UU.